# Geochorda
Geochorda je monotipski biljni rod iz porodice trpučevki  (Plantaginaceae). Jedina vrsta je G. glechomoides, južnoamerički polugrm iz južnog Brazila, Urugvaja i sjeverne Argentine.

## Sinonimi
- Conobea glechomoides (Spreng.) V.C.Souza; Pesquisas, Bot. 60:15 (2009)
- Geochorda cuneata Cham. & Schltdl.; Linnaea 3: 11 (1828)
- Herpestis glechomoides Spreng.; Syst. 4: Cur. Post. 234 (1827)